# Cucova, Iași
Cucova este un sat în comuna Strunga din județul Iași, Moldova, România.